# Forsheda socken
Forsheda socken i Småland ingick i Västbo härad i Finnveden, ingår sedan 1971 i Värnamo kommun i Jönköpings län och motsvarar från 2016 Forsheda distrikt.
Socknens areal är 51,10 kvadratkilometer, varav land 48,81. År 2000 fanns här 1 822 invånare. Tätorten Forsheda med sockenkyrkan Forsheda kyrka ligger i socknen. 

## Administrativ historik
Forsheda socken har medeltida ursprung.
Vid kommunreformen 1862 övergick socknens ansvar för de kyrkliga frågorna till Forsheda församling och för de borgerliga frågorna till Forsheda landskommun.  Landskommunen utökades 1952 och uppgick 1971 i Värnamo kommun. Församlingen uppgick 2012 i Forshedabygdens församling.
1 januari 2016 inrättades distriktet Forsheda, med samma omfattning som församlingen hade 1999/2000.  
Socknen har tillhört samma fögderier och domsagor som Västbo härad. De indelta soldaterna tillhörde Jönköpings regemente, Östbo kompani och Smålands grenadjärkår, Jönköpings kompami.

## Geografi
Forsheda socken ligger kring Storån, Bolmens huvudtillflöde från norr. Socknen består av odlingsbygd längs ån och mossmarker och skog i övrigt. De största insjöarna är Källundasjön som delas med Kärda socken, Rannäsa sjö som delas med torskinge socken samt Årevedsjön.
En sätesgård var Schedingsnäs säteri.
I kyrkbyn Forsheda fanns förr ett gästgiveri.

## Fornlämningar

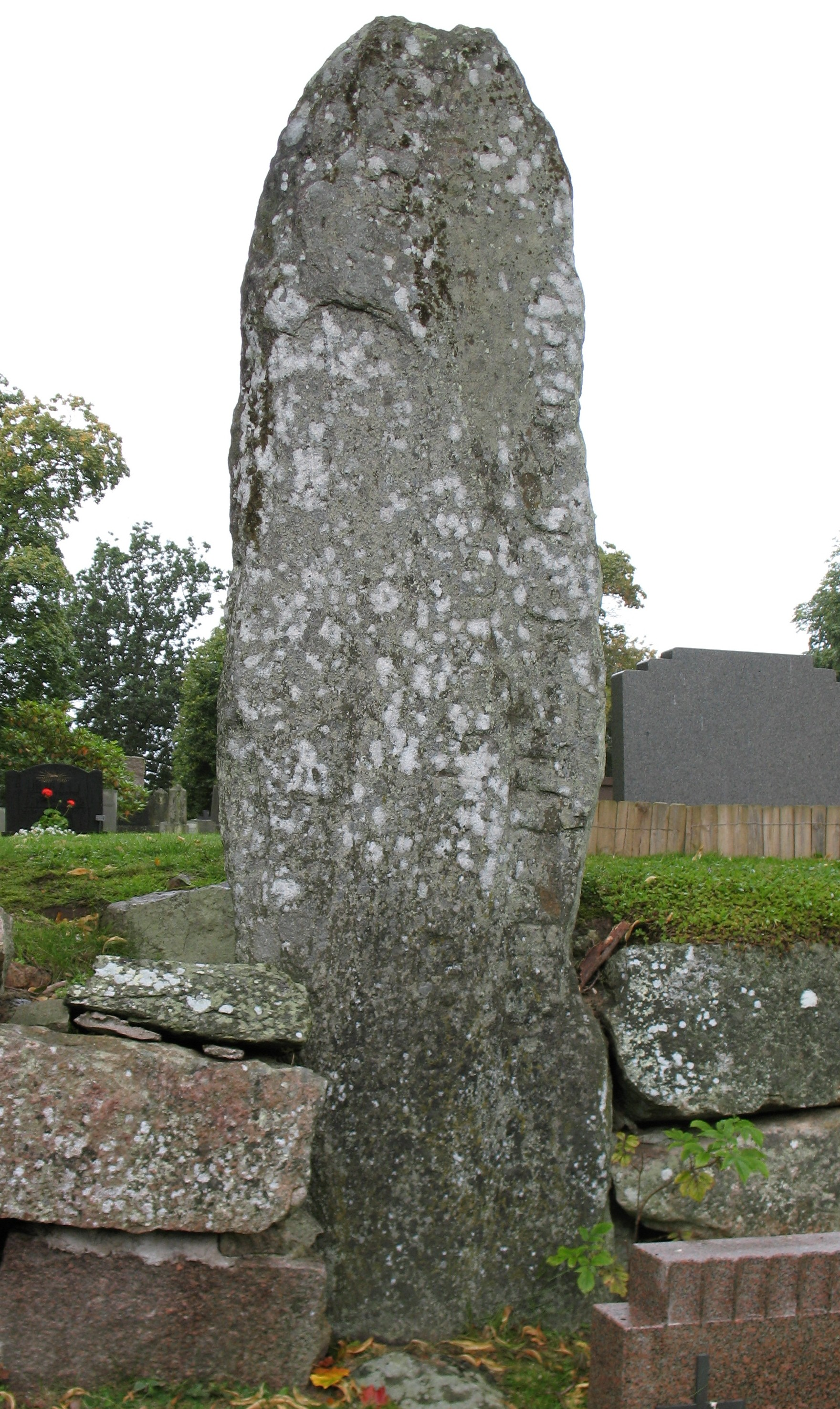
Smålands runinskrifter 51 i Forsheda

En hällkista, några gravrösen från bronsåldern och flera järnåldersgravfält finns här. Två runristning har återfunnits, varav en (Sm 51) vid Forsheda kyrka samt Forshedastenen (Sm 52). 

## Befolkningsutveckling
Befolkningen ökade med några variationer från 413 1810 till 854 1920 varefter den minskade till 727 1940. Därefter ökade folkmängden på nytt till 1 791 1990. Den stora expansionen ägde rum efter 1960 då folkmängden fortfarande uppgick till 935 invånare.

## Namnet
Namnet (1272 Forsith?, 1415 Forswidhe), taget från kyrkbyn, har förledet fors syftande på en sådan i Storån och ett efterledet som tolkats som vidher, skog.